# Бригер, Роберт
Роберт Бригер (нем. Robert Brieger, род. 21 ноября 1956, Вена) — генерал австрийских вооружённых сил и нынешний председатель Военного комитета Европейского союза. Бригер ранее был начальником Генерального штаба австрийских вооружённых сил. 19 мая 2021 года Бригер был выбран следующим председателем Военного комитета Европейского союза и должен был вступить в должность 1 июня 2022 года. Он вступил в должность 16 мая 2022 года. В 2024 году Der Standard сообщил, что в ответ на ложное сообщение о том, что трупы немцев были выкопаны в Рейнских лагерях и «выдавались за еврейские трупы, чтобы манипулировать числом жертв Холокоста», Бригер написал: «прежде всего, это скрытая глава в истории победителей».

## Личная жизнь
Бригер живёт в Айхграбене, женат, у него с женой дочь и два сына. Его хобби — охота и рисование.